# Pereval
Pereval (Перевал en V.O.) es un cortometraje animado de ciencia ficción soviético de 1988 dirigido por Vladímir Tarásov y escrita por Kir Bulychov, autor de la novela de la que está basada. Gran parte de los paisajes están basados en los dibujos matemáticos de Anatoli Fomenko, matemático de la Academia de Ciencias de Rusia.

## Argumento
Una nave espacial procedente de la Tierra se estrella en un distante planeta cubierto de nieve. A causa de los altos niveles de radiación, los supervivientes tuvieron que buscar refugio muy lejos de la zona del impacto. Al paso de los años, la radiación ha ido descendiendo, sin embargo, todos los intentos por regresar a la nave han resultado vanos a causa de una peligroso puerto de montaña aparte de los elementos y la fauna salvaje que salen por las noches.
Tan solo cuando quedan apenas supervivientes, tres adolescentes (dos nacidos en el planeta y uno en la nave) y uno de los adultos deciden emprender un nuevo viaje hacia la nave en busca de víveres y balizas con las que enviar un mensaje de rescate.

## Reparto
- Aleksandr Kaidanovskiy es Narrador
- Vasili Livánov es Boris (anciano)
- Aleksandr Pashutin es Tómas
- Alla Pokrovskaya es Mamá

Voces adicionales
- G. Semenikhin
- A. Nikolayev
- N. Gorenbain